# Église Notre-Dame du Ham (Mayenne)
L'église Notre-Dame du Ham est une église catholique située au Ham, dans le département français de la Mayenne.

## Localisation
L'église est située dans le bourg du Ham, au croisement des routes départementales 219 et 264.

## Histoire
Selon la légende, la construction de l'église primitive était prévue dans le village de la Rousselière, voisin du bourg du Ham de deux kilomètres, où l'eau était plus abondante. Curieusement, le travail que les ouvriers effectuaient le jour était anéanti la nuit, si bien qu'il fallait tous les jours recommencer depuis le début. Un beau jour, un ruisseau apparut et les habitants, émerveillés, comprirent alors que la Vierge ne voulait pas que le sanctuaire soit élevé à la Rousselière. Afin que toute la population y voit un miracle, elle avait tracé ce ruisseau avec sa quenouille en le faisant naître et couler sur un terrain légèrement montueux avant de traverser la paroisse.
En 832, Louis le Pieux confirme l'église au diocèse du Mans. Citée en 1095 sous le nom de « Ecclesia de Ham », elle appartenait alors à des laïcs. Guillaume de Doucelles, qui possédait la terre du Ham, la reçoit en dot avant de la donner aux religieux de Saint-Vincent à charge pour eux de dire mille messes pour son épouse décédée, « dans les quarante jours de son obit. », en prenant soin de se réserver la moitié de ses droits. Au fur et à mesure des années, Guillaume de Doucelles abandonne son église et se heurte alors à son vassal, Guillaume du Ham, qui prétend que son suzerain lui avait promis ce sanctuaire. Guillaume de Doucelles, en colère, oblige alors Guillaume du Ham à se désister. À sa mort, son fils lui aussi appelé Guillaume confirme aux religieux de Saint-Vincent tout ce que son père leur avait donné, y compris l'église que les moines avaient établi en prieuré.
En 1742, l'église était desservie par Louis Launay, qui était refusé par l'évêque « parce qu'il ne pourrait procurer l'édification de la paroisse... passant pour un esprit turbulent », mais il fut maintenu par un arrêt du parlement.
En 1746, le vicaire Nicolas Lejolly fait condamner deux hommes pour l'avoir insulté pendant la messe.
L'inventaire se déroule le 12 mars 1906, « avec l'assistance de quinze gendarmes qui entrèrent par la fenêtre de la sacristie fracturée. Quatre cents personnes étaient accourues malgré la neige pour protester. »
L'ancien cimetière, alors situé à proximité de l'église, était traversé par un ruisseau.

## Architecture et extérieurs
L'église a été remaniée aux XVIIIe siècle et XIXe siècle.
La tour fut construite en 1868 sur les plans de l'architecte Dromer, pour une somme de 9 236 francs. Deux petites chapelles sont alors ouvertes à partir du chœur et du transept et les fenêtres à lancettes sont bouchées et remplacées par des pleins-cintres.

## Intérieur
L'église possède une chapelle, Notre-Dame de Pitié, élevée en 1576 par Jean Rabineau, curé et chanoine de Sillé-le-Guillaume.
Les stalles et le confessionnal datent de 1890 et le retable central du XVIIIe siècle. Des marches en granit permettent l'accès au chœur.
En 1962, une équipe se met au travail sous la direction de l'abbé Bernard Chardon, curé de cette paroisse, pour restaurer l'intérieur de l'église. Les murs sont reblanchis et les vieux enduits en torchis sont remplacés par des enduits à la chaux. De plus, l'abbé Chardon réalise les dessins apposés sur les fresques et le tableau du retable de la Vierge, les vitraux  pour lesquels il invente une technique économique à base de résine et les céramiques du chœur qui sont posées en 1978 sur le sol en terre battue.
En 1987 sont sculptées sur le maître-autel deux statues en orme par Alain Legros. Les chapelles latérales abritent quant à elle deux statues en chêne de la même année.